# Kopitnik
Das Fauna-Flora-Habitat-Gebiet Kopitnik liegt auf dem Gebiet der Gemeinden Hrastnik und Laško in Slowenien und ist Teil des europäischen Schutzgebietsnetzes Natura 2000. Das 2,7 km² große Schutzgebiet umfasst ein überwiegend bewaldetes Gebiet um den Berg Kopitnik nördlich des Zusammenflusses von Save und Savinja.
Das Gebiet überschneidet sich in Teilen mit den europäischen Vogelschutzgebiet Posavsko hribovje. Es wurde im Jahr 2004 als FFH-Gebiet vorgeschlagen. 2007 erfolgte die Bestätigung als Gebiet gemeinschaftlicher Bedeutung (SCI) und 2012 die Ausweisung als Besonderes Erhaltungsgebiet (SAC).

## Schutzzweck

### Lebensraumtypen
Folgende Lebensraumtypen nach Anhang I der FFH-Richtlinie kommen im Gebiet vor; prioritäre Lebensraumtypen sind mit * gekennzeichnet:
| EU Code | * | Lebensraumtyp (offizielle Bezeichnung)       | Fläche (ha) |
| ------- | - | -------------------------------------------- | ----------- |
| 8210    |   | Silikatfelsen mit Felsspaltenvegetation      | 36,4        |
| 91K0    |   | Illyrische Rotbuchenwälder (Aremonio-Fagion) | 156,4       |